# Xispia
Xispia este un gen de fluturi din familia Hesperiidae. 

## Specii
- Xispia quadrata (Mabille, 1889)
- Xispia satyrus (Jörgensen, 1935)